# Psyrana brunneri
Psyrana brunneri är en insektsart som först beskrevs av Heinrich Hugo Karny 1920.  Psyrana brunneri ingår i släktet Psyrana och familjen vårtbitare. Inga underarter finns listade i Catalogue of Life.